# RoboCop 3
RoboCop 3 è un film del 1993 diretto da Fred Dekker, sequel di RoboCop 2 (1990) di Irvin Kershner e terzo e ultimo capitolo della saga avviata da Paul Verhoeven con RoboCop (1987).

## Trama
Detroit, Michigan. Dopo molti problemi finanziari, la città va in bancarotta e viene rilevata dalla 'Kanemitsu Superprodotti', una multinazionale giapponese, che assieme alla OCP ne acquista i beni, compresa la stessa Detroit, le forze di polizia e Robocop, per investire sulla costruzione di "Delta City", una nuova metropoli ultratecnologica. Per questo motivo, la Kanemitsu assolda un gruppo di mercenari, soprannominati "riqualificatori", comandati dallo spietato comandante Paul McDaggett, con il compito di sfollare la città. I mercenari cacciano con la violenza la gente dalle proprie case per poter incominciare a demolire la città, lasciando spazio per i cantieri di Delta City.
In questo modo si formano numerose bande armate di cittadini ribelli, che attaccano sia i mercenari che i poliziotti. Durante uno sfollamento, la piccola Nikko si separa dai suoi genitori e, mentre gira tra le macerie della sua casa, viene inseguita da un riqualificatore armato: per sua fortuna, viene tratta in salvo da un piccolo gruppo di ribelli a bordo di un furgone. Lo stesso gruppo fa irruzione in un'armeria della polizia per rubare armi e munizioni: qui incontrano un modello di ED-209 che sta di guardia e che immediatamente punta loro le armi; la bambina però, si immette sotto l'androide e, grazie al suo computer portatile, lo rende inoffensivo. Nel tentativo di aprire l'armeria scatta l'allarme ma Nikko, con l'aiuto del robot, la fa saltare in aria: a questo punto i ribelli portano via tutto, incluso un prototipo di supporto aereo per Robocop mai utilizzato e, quando stanno per scappare, vengono bloccati da due pattuglie della polizia. Qui interviene nuovamente Nikko che, sempre grazie all'aiuto del robot-guardia, riescono a fuggire. In un parcheggio di un fast food, Lewis e altri due poliziotti ricevono la segnalazione del furgone e si lanciano all'inseguimento: per un po' di tempo, i tre agenti riescono a stargli dietro ma poi Moreno, l'autista, modifica il funzionamento dei semafori, causando l'incidente tra le due pattuglie e un'altra auto.
All'inseguimento del furgone ci va anche Robocop ma, alla richiesta di aiuto dell'amica e collega, lo interrompe per andare a salvarla, visto che si trova isolata nel quartiere degli Splatterpunks, i teppisti più temuti di Detroit. Durante una riunione d'amministrazione, il presidente della OCP viene pesantemente accusato da Kanemitsu di non essere in grado di risolvere questo problema, cioè quello di ripulire la città dai ribelli: finita la ramanzina, si arrabbia con i suoi collaboratori, specialmente con Johnson che aveva cercato di tranquillizzarlo, dopodiché ordina al responsabile della sicurezza, Fleck, di mettere Robocop al servizio dei riqualificatori. Uscito dal palazzo, l'uomo si reca al distretto di polizia e impone alla dottoressa Mary Lazarus, responsabile della manutenzione di Robocop, l'immediata cancellazione delle sue memorie umane mediante l'installazione di un chip neuronale ma la donna si rifiuta di eseguire quest'ordine. Frattanto, dal Giappone, giunge il misterioso Otomo, un inviato speciale del signor Kanemitsu, con il compito di localizzare la base segreta dei ribelli di Detroit e annientarli definitivamente.
Robocop e Lewis raggiungono una cattedrale, dove scoprono un gruppo di sfollati appena scampati alle violenze dei mercenari, ma sul posto arrivano McDaggett e i suoi, che, credendoli banali teppisti, ne ordina l'arresto. I due poliziotti si oppongono con fermezza ma Lewis, che prima di partire con Murphy aveva rifiutato di indossare il giubbotto antiproiettile in quanto fuori servizio, viene assassinata da McDaggett, mentre Murphy non può sparargli e viene così danneggiato dai proiettili dei mercenari, soprattutto da una granata sparata da McDaggett, che lo colpisce in pieno petto. Recuperato e condotto in salvo dai ribelli, Murphy viene operato e riparato dalla dottoressa Lazarus, contattata dai ribelli, che cancella la sua quarta direttiva e, successivamente, lo potenzia con il supporto aereo.
Subito dopo, per vendicare l'amica Lewis, Robocop si reca alla centrale di polizia, dove rade al suolo la nuova sezione dei riqualificatori della Kanemitsu. Nel frattempo però McDaggett, in una stanza di un motel fatiscente, riceve una soffiata da un ribelle corrotto, Coontz, scoprendo l'ubicazione del rifugio dei ribelli: in quel momento arriva Robocop ma il perfido comandante riesce a fuggire gettandosi fuori dalla finestra e a scappare su un furgone. Nonostante ciò, il cyborg prova a inseguirlo a bordo di un'auto con conseguente sparatoria ma deve desistere perché viene bloccato da un gruppo di ragazzini intenti a raccogliere del denaro gettato per aria proprio da McDaggett.
Nel covo dei ribelli, Coontz punta una pistola contro i suoi ex compagni, dicendo loro che è finita ma Zack, armato anch'egli, riesce a bloccarlo. In quel preciso istante, arrivano i riqualificatori, capitanati da McDaggett, a sferrare un attacco a sorpresa: quasi tutti i ribelli perdono la vita, inclusi Bertha, uno dei capi e lo stesso Coontz. Mentre Moreno e Zack riescono a fuggire, la dottoressa Lazarus e la piccola Nikko cercano anche loro di scappare ma sono circondate dai riqualificatori: allora la donna riesce a mettere in salvo la piccola facendola passare per una grata di ferro che immette in un condotto d'aria, proprio quando viene catturata e portata via dagli stessi mercenari. Quando Robocop torna alla base, è ormai troppo tardi. Sul posto è rimasto solo il guerriero Otomo con il quale ingaggia un duello mortale. Robocop, danneggiato dalla katana di Otomo, riesce comunque ad annientarlo usando uno speciale bazooka, scoprendo che, in realtà, è un sofisticato androide ninja prodotto dalla Kanemitsu.
Qualche giorno più tardi, McDaggett ordina alla polizia di aiutarlo nelle operazioni di sfollamento, ma il sergente Warren Reed e gli agenti del dipartimento di polizia di Detroit rifiutano e si uniscono ai pochi ribelli sopravvissuti. McDaggett, a questo punto, recluta gli Splatterpunk, armandoli di tutto punto e cominciando l'invasione armata della città. Per i ribelli, in inferiorità numerica e male armati, si mette male ma l'arrivo di Robocop, munito del suo supporto aereo, riequilibra lo scontro; successivamente, Robocop si reca al palazzo della vecchia OCP; qui affronta McDaggett ancora una volta ma anche due replicanti dell'androide Otomo, la cui programmazione viene alterata da Nikko, che li spinge a distruggersi a vicenda.
Poiché una volta distrutti nei loro corpi si attiva un meccanismo di autodistruzione, Robocop fugge lontano con le sue amiche, dopo aver lanciato una scarica infuocata del suo supporto aereo contro McDaggett, lasciandolo nella costruzione, che esplode dopo pochi istanti provocando la sua morte. Con i mercenari sconfitti e la popolazione che impedisce a elementi ostili di entrare in città, i progetti della Kanemitsu sono falliti. Finita la guerra, il signor Kanemitsu si reca personalmente nel quartiere e, dopo aver licenziato il presidente della OCP, si inchina davanti a Robocop e ai suoi amici, come segno di resa. L'ex presidente si complimenta con Robocop e chiede il suo nome, al quale risponde: "I miei amici mi chiamano Murphy. Tu chiamami Robocop".